# Bungeoppang
Bungeoppang (nghĩa là "bánh cá chép") là tên Triều Tiên của một loại bánh cá tương tự taiyaki của Nhật Bản.
Bungeoppang được chế biến từ một dụng cụ tương tự như khuôn ép bằng sắt. Bột nhão được đổ vào một khuôn hình con cá, kèm theo nhân đậu đỏ, sau đó đổ thêm bột để phủ đầy đậu đỏ. Đóng khuôn lại, và nướng.
Trong tiếng Triều Tiên, bung'eo (붕어) có nghĩa là cá chép và ppang (빵) nghĩa là bánh. Tên này đơn giản vì hình dạng cá chép và nhân đậu đỏ bên trong, và nó không chứa bất kỳ nguyên liệu nào từ cá.
Bungeoppang lần đầu tiên xuất hiện vào thời Triều Tiên thuộc Nhật năm 1930.
Vào năm 2016, một đô la Mỹ có thể mua ba hoặc bốn cái bungeoppang, tùy thuộc vị trí.
Ngoài ra còn có bungeoppang- bánh quế phủ đầy kem và pat (đường và đậu đỏ hoặc đậu azuki). Bánh quế thường được sản xuất tại các xưởng và bán bởi nhà phân phối.
Các biến thể của nó bao gồm:
- Gukhwappang (국화빵, "bánh Chi Cúc") giống với bungeoppang, nhưng có hình dạng là một bông hoa.
- Gyeranppang (계란빵, nghĩa là "bánh trứng") được phủ đầu trứng và có hình chữ nhật bo tròn.

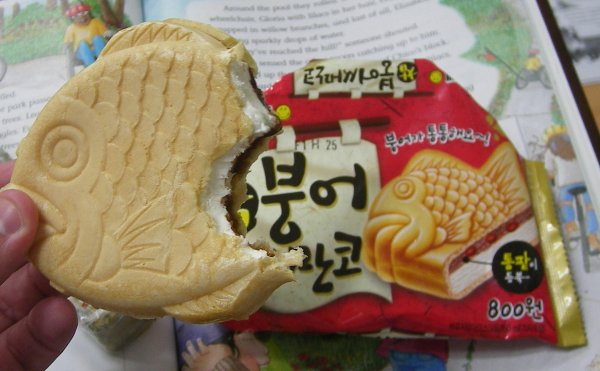
Công ty Binggrae bán một loại kem dựa trên bungeoppang